# Nyasa (Bezirk)
Nyasa ist ein Verwaltungsbezirk (englisch Ward) des Distrikts Masasi (TC) in der tansanischen Region Mtwara.

## Geografie
Nyasa liegt im Südosten von Tansania, es ist der südliche Stadtteil der Distrikthauptstadt Masasi. Der Bezirk grenzt im Norden und im Osten an Napupa, im Süden an Matawale und im Westen an Mwenge Mtapika und Mkomaindo. Bei der Volkszählung 2022 lebten 12.820 Menschen in 4142 Haushalten auf einer Fläche von 13 Quadratkilometern.

## Gliederung
Der Bezirk besteht aus sieben Stadtteilen (Mtaa):
- Nyasa Chini
- Nyasa A
- Nyasa B
- Matankini
- Mchema
- Maendeleo
- Nyasa Ofisini